# Liga dos Amadores de Futebol
A Liga dos Amadores de Futebol (LAF) foi uma liga de futebol no Estado de São Paulo, que surgiu de uma cisão em 1926 da Associação Paulista de Esportes Atléticos (APEA) - rivalizou com esta entidade até 1929, quando acabou extinta pelo Paulistano (que também havia sido fundador da própria APEA).

## História
Pela segunda vez em sua história, o futebol paulista sofreu uma divisão. A primeira delas foi em 1913, quando o Paulistano deixou a Liga Paulista de Foot-Ball (LPF) descontente com o convite feito à times populares, como o Corinthians, para disputar o torneio da liga. O Paulistano fundou a APEA, que ganhou prestígio em poucos anos e se tornou a única entidade no futebol do Estado com o fim da LPF em 1917.
Em 1926, novamente o Paulistano resolveu organizar uma liga paralela. Desta vez, o clube da elite paulista mostrava-se contrário a popularização e aos rumos profissionais que o futebol estava tomando e fundou uma entidade com propósitos tradicionais e em defesa do amadorismo. Mas a entidade não conseguiu sobreviver por mais que quatro temporadas e acabou extinta em 7 de janeiro de 1930 e o Paulistano saindo do "futebol profissional".

## Campeões
Primeira divisão
- 1926: Club Athletico Paulistano
- 1927: Club Athletico Paulistano
- 1928: Sport Club Internacional (São Paulo)
- 1929: Club Athletico Paulistano

Segunda divisão
- 1926 - União da Lapa FC
- 1927 - CA Brasil
- 1928 - União Fluminense FC
- 1929 - ????